# Райт, Тереза
Тереза Райт (англ. Teresa Wright, 27 октября 1918 — 6 марта 2005) — американская актриса, обладательница премии «Оскар» (1943).

## Биография

### Карьера
Мюриел Тереза Райт (англ. Muriel Teresa Wright) родилась 27 октября 1918 года в нью-йоркском районе Манхэттен в семье страхового агента Артура Райта и его жены Марты. Актёрским искусством она заинтересовалась во время обучения в Колумбийской высшей школе в штате Нью-Джерси, куда она переехала с семьёй. После окончания школы Тереза Райт вернулась в Нью-Йорк, где быстро нашла себе работу, устроившись в театр как дублёр на роль Эмили в постановке Торнтона Уайлдера «Наш городок». После того как исполнильница этой роль Марта Скотт переехала в Лос-Анджелес, для съёмок в экранизации этой пьесы, Тереза Райт стала главной исполнительницей.
В 1939 году она появилась в пьесе «Жизнь с отцом» в роли Мэри Скиннер, которую играла в последующие два года. Там её заметил один из голливудских агентов и пригласил на роль дочери Бетт Дейвис в экранизации пьесы Лиллиан Хеллман «Маленькие лисички». Эта первая роль принесла ей номинацию на премию «Оскар» в 1942 году как «лучшей актрисе второго плана». В следующем году актриса вновь номинировалась на «Оскар», причём дважды. На этот раз как лучшая актриса за роль в фильме «Гордость янки», в котором она снималась вместе с Гари Купером, и как лучшая актриса второго плана за роль в фильме «Миссис Минивер», за которую она и получила награду Американской киноакадемии.
В 1943 году Тереза Райт снялась в фильме Альфреда Хичкока «Тень сомнения», где сыграла юную Чарли. Другими примечательными фильмами с её участием в то время стали «Лучшие годы нашей жизни» (1946) и «Мужчины» (1950), где в главной роли снимался Марлон Брандо.
После 1959 года Тереза Райт работала в основном на телевидении и в театре. Она дважды номинировалась на «Эмми» в 1957 и 1960 году за роли в телевизионных фильмах. В 1975 году актриса появилась на Бродвее в постановке «Смерть коммивояжера», а в 1980 году в пьесе «В семь утра», за роль в котором она получила премию «Драма Деск».
Её последние появления в кино были в фильмах «Где-то во времени» (1980) и «Благодетель» (1997), режиссёром которого был Фрэнсис Форд Коппола.
Тереза Райт имеет две звезды на Голливудской аллее славы: за вклад в киноискусство на Вайн-стрит и за работу на телевидении на Голливуд-бульвар.

### Личная жизнь
С 1942 по 1952 год актриса была замужем за писателем Найвеном Бушем, от которого родила двоих детей. В 1959 году она вышла замуж за драматурга Роберта Андерсона, с которым развелась в 1979 году, но продолжала поддерживать дружеские отношения до конца жизни.
Тереза Райт скончалась 6 марта 2005 года от инфаркта в госпитале города Нью-Хейвен, штат Коннектикут, в возрасте 86 лет.

## Избранная фильмография
- Благодетель (1997) — Мисс Бирди
- Хорошая мать[англ.] (1988) — Бабушка
- Где-то во времени (1980) — Лаура Робертс
- Роузленд (1977) — Мэй
- Счастливый конец (1969) — Миссис Спенсер
- Беспокойные года (1958) — Элизабет Грант
- Японская авантюра (1957) — Мэри Саундерс
- След кота (1954) — Грейс Бриджес
- Актриса (1953) — Энни Джонс
- Считайте часы (1953) — Эллен Брейден
- Стальная ловушка (1952) — Лори Осборн
- Мужчины (1950) — Элли
- Дама, далекая от совершенства (1947) — Миллисент
- Лучшие годы нашей жизни (1946) — Пэгги
- Тень сомнения (1943) — Юная Чарли
- Гордость янки (1942) — Элеанор
- Миссис Минивер (1942) — Кэрол Бендол
- Маленькие лисички (1941) — Александра

## Награды
- 1943 — Премия «Оскар» за лучшую женскую роль второго плана («Миссис Минивер»)